# Рид, Мэри (журналистка)
Мэ́ри Ри́д (англ. Mary Reed; 7 августа 1897, Сандуич, Массачусетс — март 1972, Переделкино, Московская область) — журналистка-международник, поэтесса и переводчица, апологет социализма. Пережила блокаду Ленинграда.

## Биография
Мэри Рид родилась 7 августа 1897 года в семье выпускников Гарвардского университета (отец — теолог; мать — скульптор, публицист и общественный деятель). В детстве дружила с Норбертом Винером и внучкой Лонгфелло. Под влиянием отца Винера, видного слависта Лео Винера, проявился интерес к русской культуре. Поступив на юридический факультет женского колледжа при Гарварде, молодая студентка увлеклась коммунистическими идеями. В 1919 году на рабочем митинге в Бостоне она услышала речь американского журналиста Джона Рида. В 1922 году Мэри Рид вступила в Компартию США. В 1923 году у неё родился сын, названный в честь Джона Рида. В 1924—1926 годах Мэри Рид была секретарём отделения компартии в Индианаполисе.
В 1927 году Рид приехала в Москву в качестве корреспондента прогрессивных изданий: Daily Worker, New Masses и The Nation. В 1928 году вступила в ВКП(б), до 1933 года работала переводчиком в Исполкоме Коминтерна (владела французским, русским, немецким, испанским, итальянским языками), где, в частности, общалась с Чжоу Эньлаем, Пальмиро Тольятти, Марселем Кашеном, Рабиндранатом Тагором.
В 1934 году Рид переехала в Ленинград, проживала в п. Стрельне, затем поселилась в доме на ул. Караванной), где познакомилась с Верой Инбер и Верой Кетлинской, работала редактором в Госиздате.
В 1937 году приняла советское гражданство.
С начала Великой Отечественной войны была сотрудником Радиокомитета, работала с Ольгой Берггольц (перевела на английский «Письма на Каму» и «Февральский дневник»). 19 декабря 1941 года от воспаления легких умер сын Джон, работавший электросварщиком на Заводе имени Жданова. В 1945 году Рид написала письмо Сталину, подняв тревожащие её социально-политические вопросы, после чего была репрессирована по статье 58-10, получив 5 лет лагерей (отбывала срок в Ярославской области) с поражением в правах на 2 года. Основной уликой в уголовном деле против бывшей подданной США (с 1937 года — гражданки СССР) стал её блокадный дневник.
После освобождения получила предписание по новому месту жительства — «спецпоселение» в рабочем посёлке Тума Рязанской области, где за неимением паспорта и отсутствием работы Рид проживала в полной нищете. Домом служило неотапливаемое складское помещение. В 1956 году писательницу реабилитировали, однако разрешением вернуться в Ленинград она не воспользовалась. Начиная с 1968 года, Рид перечисляла часть своей пенсии в Фонд помощи народу Вьетнама.
В октябре 1970 года, практически потеряв двигательную способность, Рид переехала в дом-интернат в Михайлове. В 1971 году перевела на английский язык «Во глубине сибирских руд» А. С. Пушкина и через своих доверенных лиц в США переслала копию перевода в тюрьму Анджеле Дэвис.
Мэри Рид скончалась в марте 1972 года от обширной пневмонии, находясь на попечении дома-интерната в Переделкине.

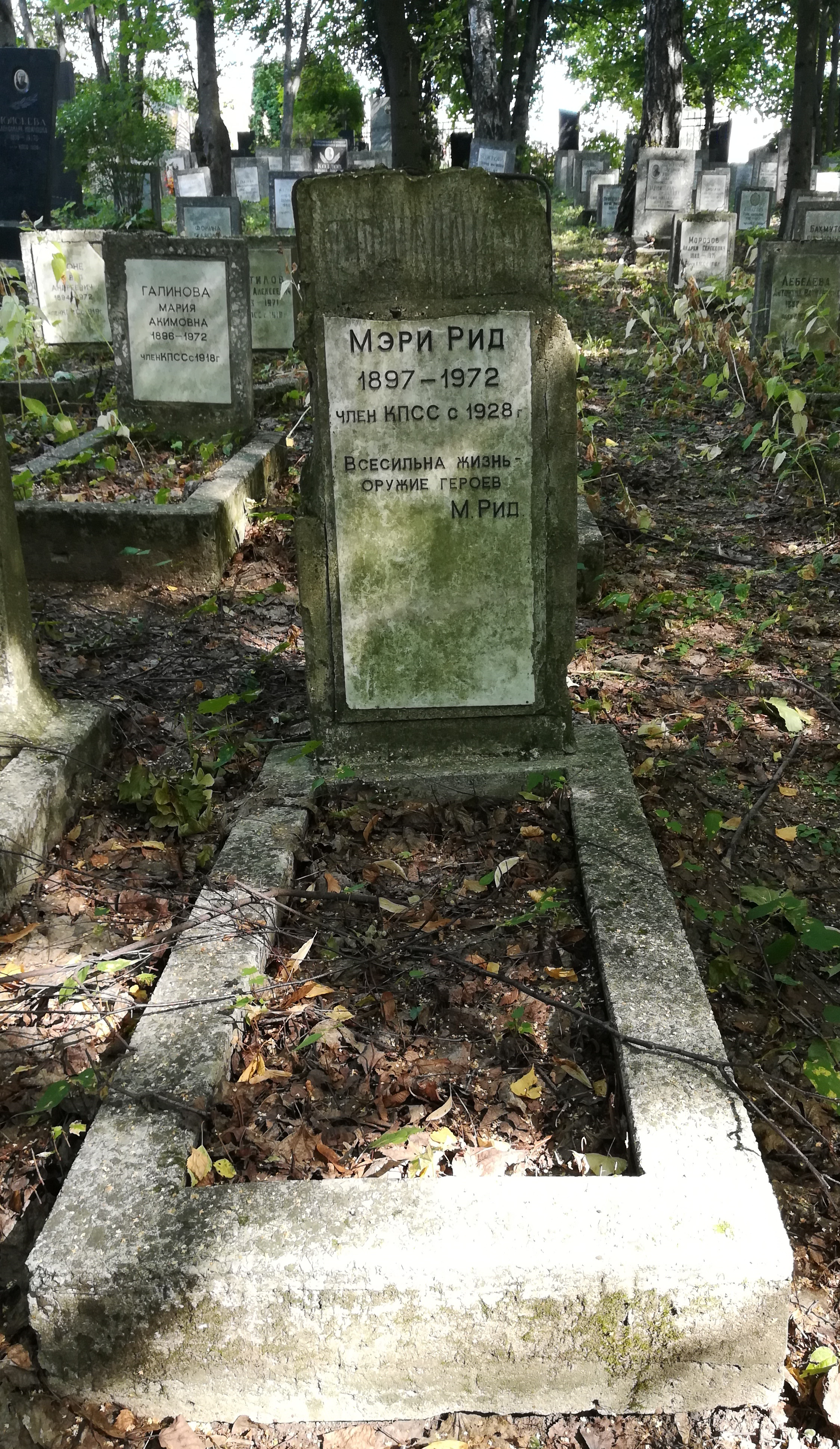
Могила Мэри Рид на Переделкинском кладбище

Похоронена на Переделкинском кладбище. На надгробной плите высечена автоэпитафия: «Всесильна жизнь — оружие героев».

## Публикации
- Мэри Рид. Американка в осаждённом Ленинграде // Дорога на Смоленск : американские писатели и журналисты о Великой Отечественной войне советского народа 1941—1945. — М. : Прогресс, 1985. — С. 125—129.
- Мэри Рид. БЛОКАДА : стихи / Публикация и вступительная заметка М.Сёминой, пер. с англ. Е. Шкловского // Звезда : журнал. — СПб., 2011. — № 7.